# Határtalan régészet
A Határtalan régészet (Archeológiai magazin) című folyóirat a szegedi Móra Ferenc Múzeum 2016 májusa óta megjelenő (tudományos ismeretterjesztő, magazin jellegű) negyedéves periodikája. A lap főszerkesztője alapításától Felföldi Szabolcs régész.

## Kapcsolódó oldalak
- Móra Ferenc Múzeum